# Charles Pélissier
Charles Pélissier (Parigi, 20 febbraio 1903 – Parigi, 28 maggio 1959) è stato un ciclista su strada, pistard e ciclocrossista francese.
Professionista dal 1922 al 1939, conta sedici vittorie di tappa al Tour de France.

## Carriera
Minore dei tre fratelli Pélissier, Francis e Henri gli altri.
Nessuna classica nel suo palmarès, anche se ottenne qualche piazzamento alla Parigi-Tours e alla Parigi-Roubaix, tuttavia conta ben sedici vittorie di tappa al Tour de France con un 1930 eccezionale: otto tappe vinte, sette volte secondo e tre terzo. Lo stesso numero di successi di tappa fu raggiunto solo dopo più di trent'anni da Eddy Merckx (1974) e Freddy Maertens (1976).
Pélissier morì nel 1959 e venne sepolto nel Cimitero di Montrouge.

## Palmarès

### Cross
- 1926

Campionati francesi
- 1927

Campionati francesi
- 1928

Campionati francesi

### Strada
- 1925

Circuit du Cantal
Paris-Arras
- 1927

Le Mont Faron - Ligne
- 1928

Le Mont Faron - Ligne
- 1929

16ª tappa Tour de France (Évian-les-Bains > Belfort)
Grand Prix du Mathonnais
- 1930

1ª tappa Tour de France (Parigi > Caen)
3ª tappa Tour de France (Dinan > Brest)
10ª tappa Tour de France (Luchon > Perpignan)
11ª tappa Tour de France (Perpignan > Montpellier)
18ª tappa Tour de France (Belfort > Metz)
19ª tappa Tour de France (Metz > Charleville)
20ª tappa Tour de France (Charleville > Malo-les-Bains)
21ª tappa Tour de France (Malo-les-Bains > Parigi)
- 1931

5ª tappa Tour de France (Vannes > Les Sables-d'Olonne)
8ª tappa Tour de France (Bayonne > Pau)
13ª tappa Tour de France (Marsiglia > Cannes)
16ª tappa Tour de France (Gap > Grenoble)
24ª tappa Tour de France (Malo-les-Bains > Parigi)
- 1934

Circuit de Paris
- 1935

2ª tappa Tour de France (Lilla > Charleville-Mézières)
12ª tappa Tour de France (Cannes > Marsiglia)

### Pista
- 1930

Sei giorni di Parigi (con Harry Horan)
- 1933

Criterium des As
- 1934

Criterium des As
- 1938

Derby de St Germain

## Piazzamenti

### Grandi Giri
- Tour de France

1929: 28º
1930: 9º
1931: 14º
1933: ritirato (3ª tappa)
1934: ritirato (6ª tappa)
1935: 13º

### Classiche monumento
- Milano-Sanremo

1932: 7º
- Parigi-Roubaix

1927: 3º
1932: 2º
1933: 8º

### Competizioni mondiali
- Campionati del mondo

Liegi 1930 - In linea: 9º